# Kelin (sockenhuvudort i Kina, Heilongjiang Sheng, lat 48,72, long 128,94)
Kelin (kinesiska: 克林, 克林乡) är en sockenhuvudort i Kina. Den ligger i provinsen Heilongjiang, i den nordöstra delen av landet, omkring 370 kilometer nordost om provinshuvudstaden Harbin. Antalet invånare är 3 552. Befolkningen består av 1 726 kvinnor och 1 826 män. Barn under 15 år utgör 15,0 %, vuxna 15-64 år 80 %, och äldre över 65 år 3,0 %.
Runt Kelin är det mycket glesbefolkat, med 6 invånare per kvadratkilometer. Det finns inga andra samhällen i närheten. Trakten runt Kelin består till största delen av jordbruksmark.
Genomsnittlig årsnederbörd är 912 millimeter. Den regnigaste månaden är juli, med i genomsnitt 238 mm nederbörd, och den torraste är januari, med 11 mm nederbörd.